# Jordon Crawford
Pour les articles homonymes, voir Crawford.
Ne doit pas être confondu avec Jordan Crawford.
Jordon Crawford, né le 17 juillet 1990 à Cincinnati dans l'Ohio, est un joueur américain de basket-ball. Il évolue au poste de meneur.

## Biographie
Il signe à l'Élan Chalon le 25 novembre 2020.

## Clubs successifs

### Jeunes
- ?-2009 :  La Salle HS (Cincinnati, Ohio)
- 2009-2013 :  Falcons de Bowling Green (NCAA)

### Séniors
- 2014-2015 :  Mapfree Life (Championnat de Chypre du Nord)
- 2015-2017 :  Knicks de Westchester (G-League)
- 2017 :  Charge de Canton (G-League)
- 2017 :  Águilas Doradas de Durango (LNBP)
- 2017-2018 :  Hustle de Memphis (G-League)
- 2018 :  MZT Skopje (First League)
- 2018-2019 :  MHP Riesen Ludwigsbourg (BBL)
- 2019-2020 :  Afyon Belediye (TBL)
- 2020-2021 :  Élan sportif chalonnais (Jeep Élite)
- 2021-2022 :  Büyükçekmece Basketbol (TBL)

## Palmarès
- Coupe de Macédoine : 2018